# Raymond Boisserie
Raymond Boisserie est un accordéoniste et auteur-compositeur français, né le 30 juin 1926 à Chatou et mort le 9 février 2002 à Viroflay.

## Biographie
Il interprète des reprises de variété française, telles que La Danse des canards, Le Téléfon, Amsterdam…, de manière purement instrumentale musette. Guillaume Bernier, célèbre castrat, l'accompagna cependant lors du Berry Tour de 1984.
Plusieurs titres originaux intéressants sont enregistrés, tels que "Accordéon et limonaire", en s'accompagnant à l'accordéon de l'orgue limonaire de Marc Fournier au son des cartons perforés sur deux disques, ainsi que quelques airs de Noël repris à l'accordéon.
La principale firme de disques est Pathé-Marconi, qui a organisé en janvier 1968 une fête en son honneur au restaurant de la Maison de la Radio, pour célébrer un disque d'or.
Il fait partie des accordéonistes qui ont accompagné le Tour de France cycliste, à l'instar par exemple, de Fredo Gardoni, puis Yvette Horner plusieurs années auparavant ,.

## Œuvres

### Publications
- Je joue de l'accordéon (Marabout, 1979) : guide technique pour l'apprentissage de l'instrument[7]

### Enregistrements

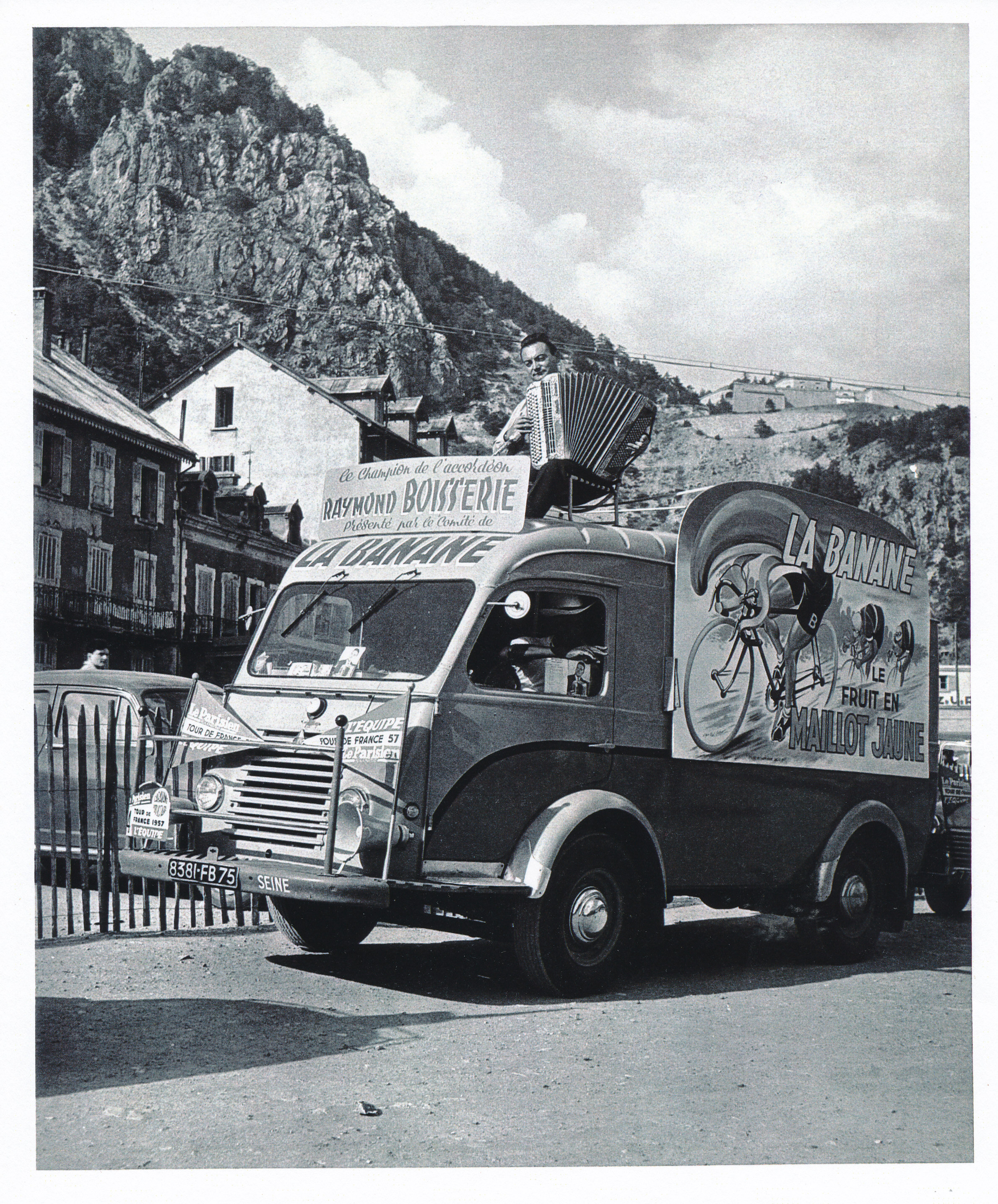